# Senhor dos Navegantes
Senhor dos Navegantes é um filme de drama produzido no Brasil dirigido por Aloísio T. de Carvalho e lançado 1964.